# 錫爾河州 (俄羅斯帝國)
錫爾河州（Сырдарьинская область）是俄羅斯帝國在中亞設立的一個州，1867年設立，屬突厥斯坦總督區。目前屬哈薩克斯坦和烏茲別克斯坦所轄。
面積504,700平方公里，1879年人口為1,478,398人。首府塔什干。下分五縣。